# إريك هانسن (مهندس معماري)
إريك هانسن (بالدنماركية: Erik Hansen) هو عالم آثار ومهندس معماري دنماركي، ولد في 13 مايو 1927 في Ribe ‏ في الدنمارك، وتوفي في 31 ديسمبر 2016 في كوبنهاغن في الدنمارك.